# Schloss Tiergarten

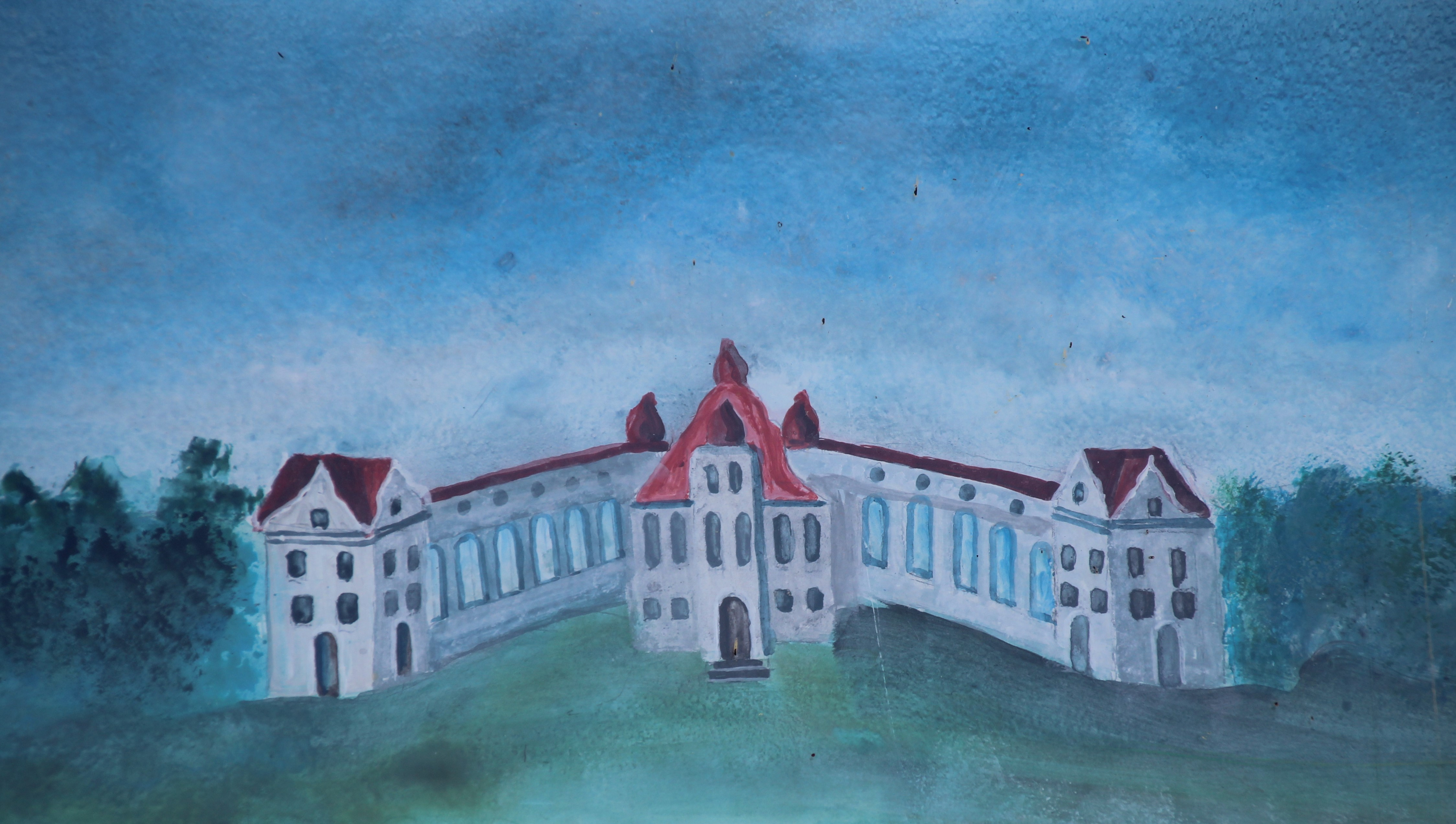
Belvedere

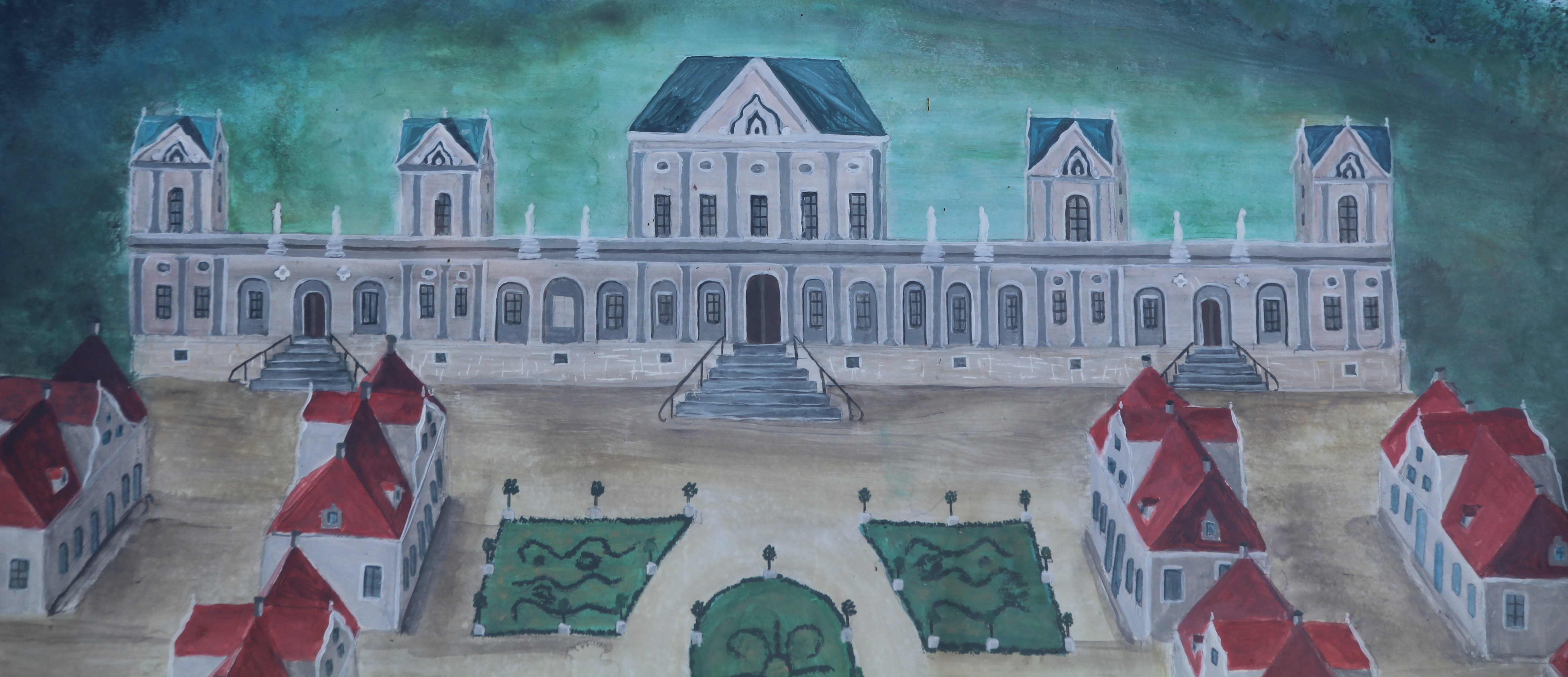
Hauptschloss

Schloss Tiergarten war ein barockes Lustschloss, das unter Fürst Albrecht Ernst II. zu Oettingen-Oettingen auf dem Kratzberg westlich von Schrattenhofen ab 1689 errichtet wurde. Hohen Besuch erhielt Schloss Tiergarten von König Friedrich Wilhelm I. von Preußen, der dort von Fürst Albrecht Ernst empfangen wurde. Nach dem Tod des Fürsten – mit dem auch die evangelische Linie Oettingen-Oettingen erlosch – wurde Schloss Tiergarten bis 1758 vollständig abgetragen und die Steine für den Bau von Schloss Hohenaltheim verwendet.

## Geschichte
Der baufreudige Fürst Albrecht Ernst II. zu Oettingen-Oettingen ließ auf der Anhöhe des Kratzberges eine Schlossanlage in Form eines Tiergartens errichten. Diese bestand aus einem Lustschloss mit einem weißen Blechdach, das in der Sonne glänzte. Dieses Hauptschloss setzte sich aus einem langgestreckten, eingeschossigen Bau mit einem überhöhten Mittelteil und vier turmartigen seitlichen Aufbauten zusammen. Der Portikus des überhöhten Mittelteiles wurde gekrönt von einer vom Nördlinger Bildhauer Caspar Seefried 1706 gestalteten Herkules-Hydra-Gruppe. Nördlich des Hauptgebäudes befanden sich drei Freitreppen und ein großer Hof mit einer trapezförmigen Ummauerung, die eine barocke Parkanlage mit einem halbmondförmigen Belvedere am südlichen Ende. Von der dortigen Terrasse richteten sich 16 Kanonen drohend gegen die Eger.
Belvedere, Orangerie und Parkanlage wurden nach den Plänen von Maximilian von Welsch erbaut. Dabei nahm sich Maximilian von Welsch für das Belvedere des Schlosses Tiergarten die um 1700 durch den Mainzer Kurfürsten errichtete Orangerie am Ende des Gaibacher Schlossparkes zum Vorbild. Dieser Bezug fand bei von Welsch auch 1709 für den Bau der Orangerie des Schlosses Biebrich Anwendung.
Ergänzt wurde die Anlage von einer Schlosskapelle, die 1712 geweiht wurde, sowie einer 1714 erbauten Kaserne am nördlichen Ende. Für diese wurde ein Garnisonskirchlein geplant, das nicht verwirklicht wurde.
Am 30. März 1731 starb Fürst Albrecht Ernst II. auf Schloss Tiergarten, und mit ihm erlosch die evangelische Linie Oettingen-Oettingen. Er wurde am 2. April 1731 in der Gruft der Schlosskirche St. Michael auf Burg Harburg, die von ihm 1721 im barocken Stil umgestaltet worden war, beigesetzt.
Die Bauten gerieten in Verfall. Die 1735 in den Nebengebäuden eingerichtete Fayencemanufaktur wurde 1757 in das Dorf Schrattenhofen verlegt, alle Bauwerke des Schlosses wurden bis 1758 nach und nach abgebrochen.
Die noch brauchbaren Steine und die Statuen wurden zum Ausbau von Schloss Hohenaltheim verwendet, die Gartenanlage mitsamt dem Park wurden gereutet und in Felde umgewandelt, so dass man heute kaum mehr an den Bodenformen den Platz erkennt, an dem das Lustschloss stand.
Der Kanzelaltar und die Fenster der Schlosskapelle wurden von Graf Johann Friedrich zu Oettingen-Wallerstein und teils von Graf Philipp Karl zu Oettingen-Wallerstein für die 1744 renovierte Harburger Stadtpfarrkirche St. Barbara gestiftet. Heute befindet sich in St. Barbara nur noch das Deckengemälde mit der Himmelfahrt Christi aus der Kapelle von Schloss Tiergarten. Außerdem wurden verschiedene Deckengemälde aus dem abgebrochenen Lustschloss im Jahr 1742 in den Festsaal der Burg Harburg integriert.
Ein im Jahre 1986 durch das fürstliche Haus Oettingen-Wallerstein errichteter Gedenkstein erinnert an das einstmalige Schloss Tiergarten und seine kurze Geschichte.

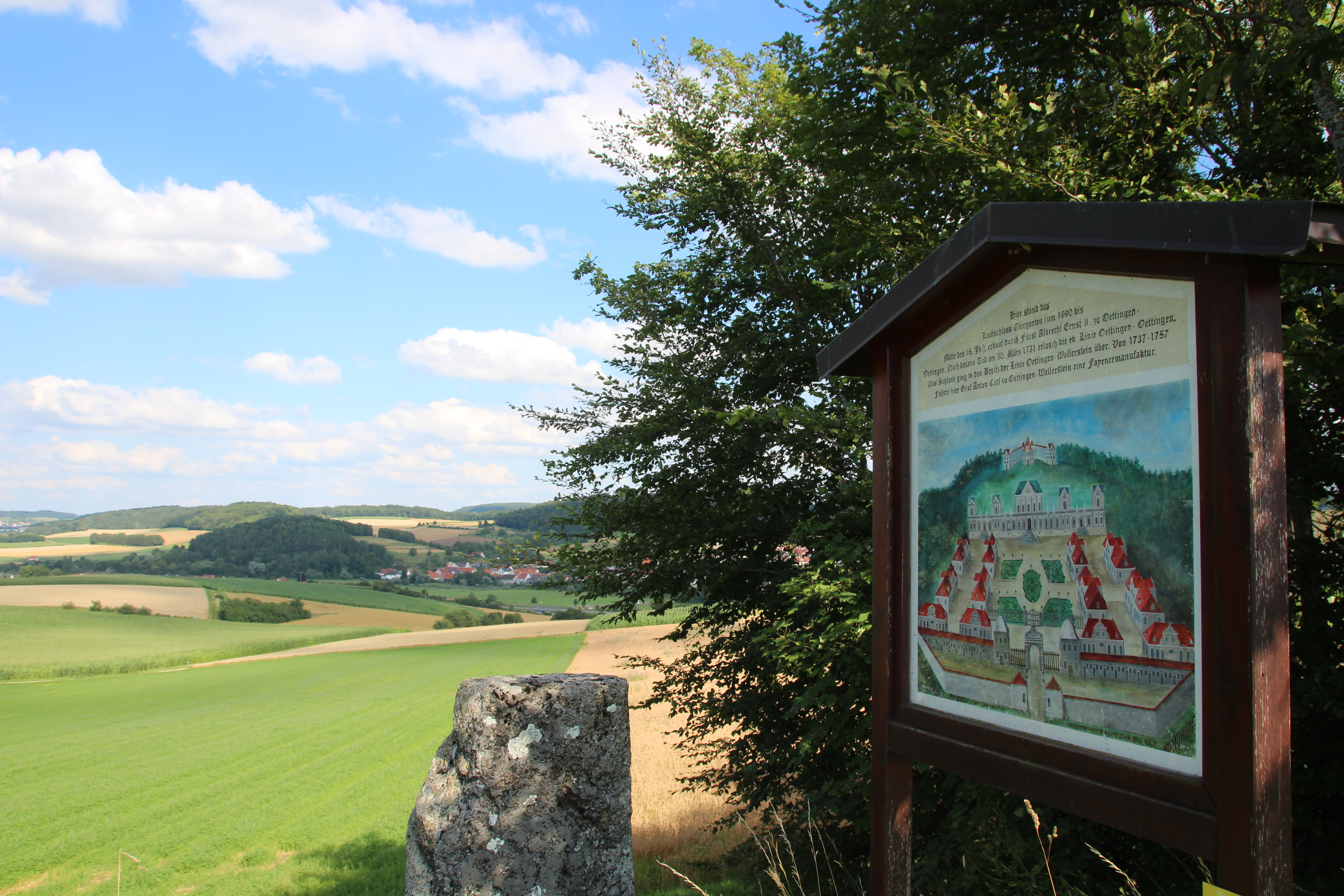
Gedenkstein und Infotafel
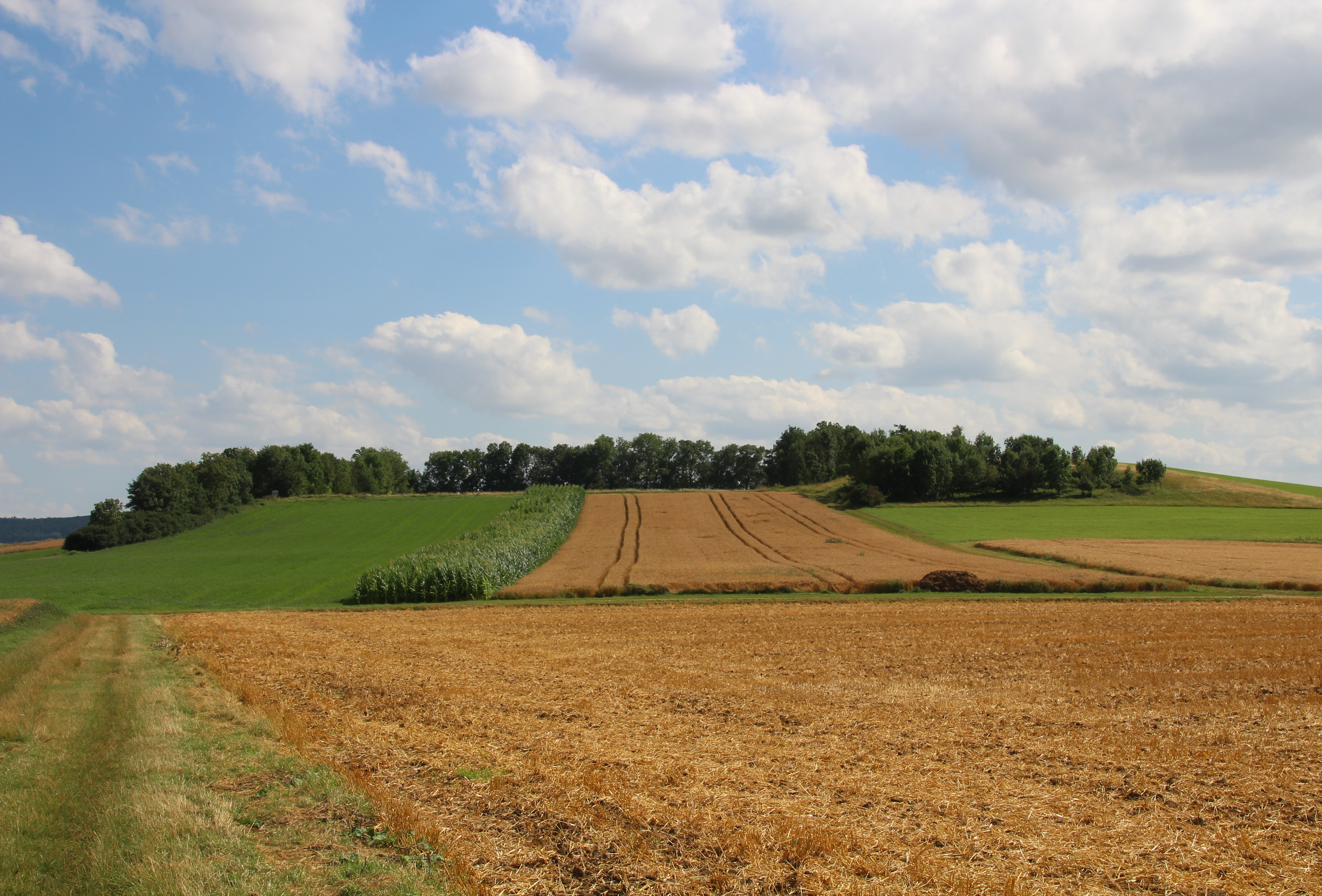
Blick auf das heutige Areal, auf dem sich Schloss Tiergarten einst befand (Nordseite des Kratzberges)
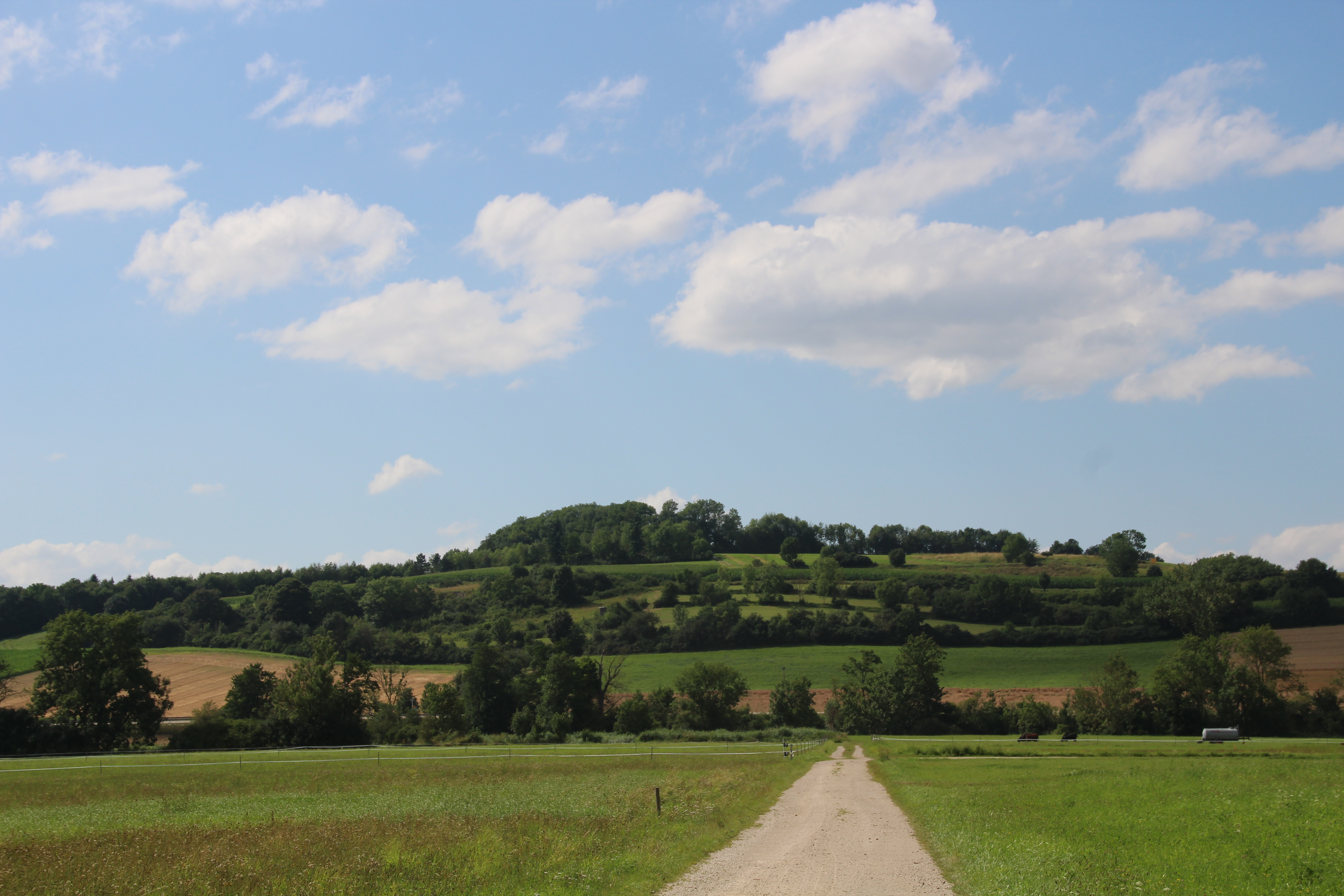
Südseite des Kratzberges
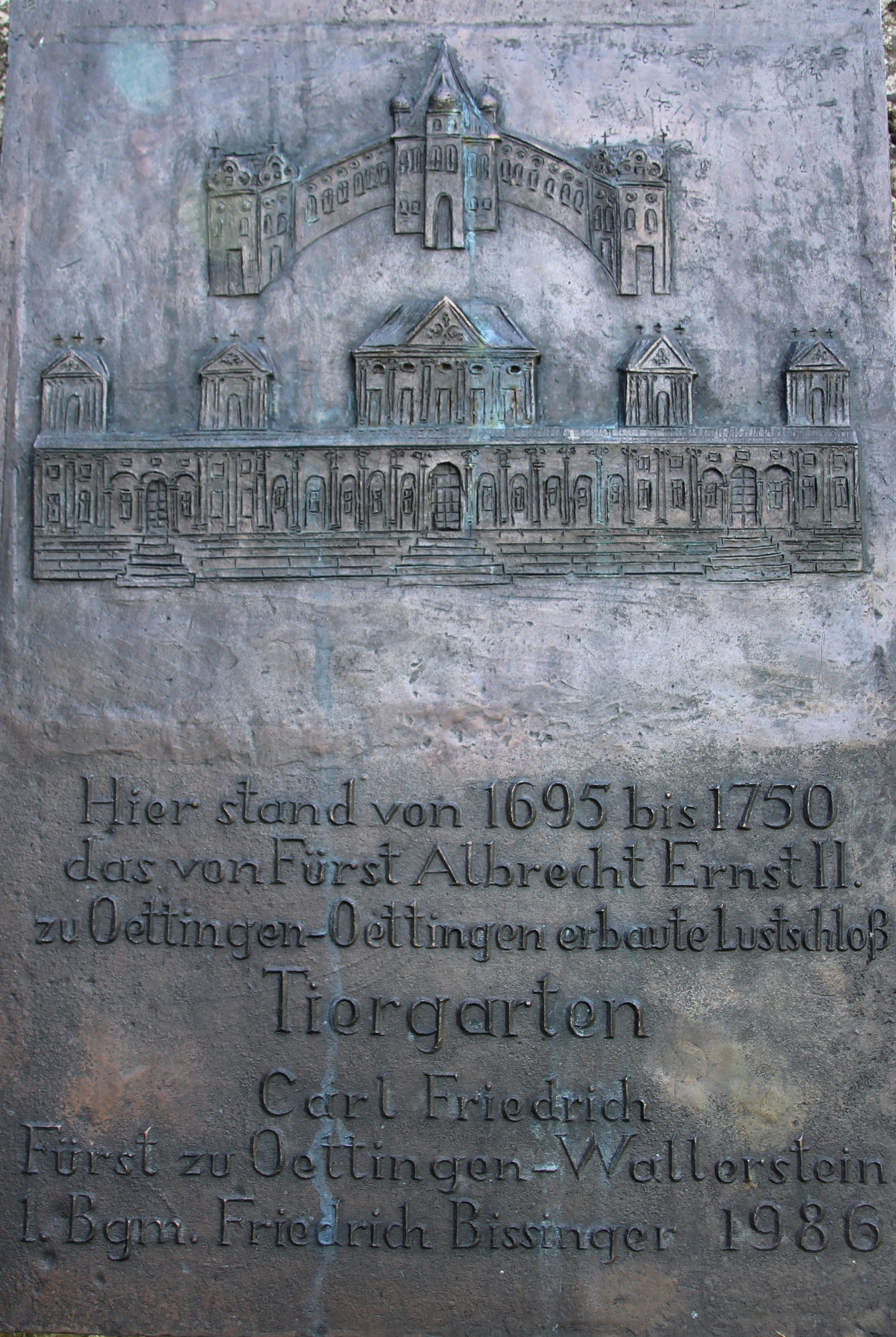
1986 angebrachte Gedenktafel
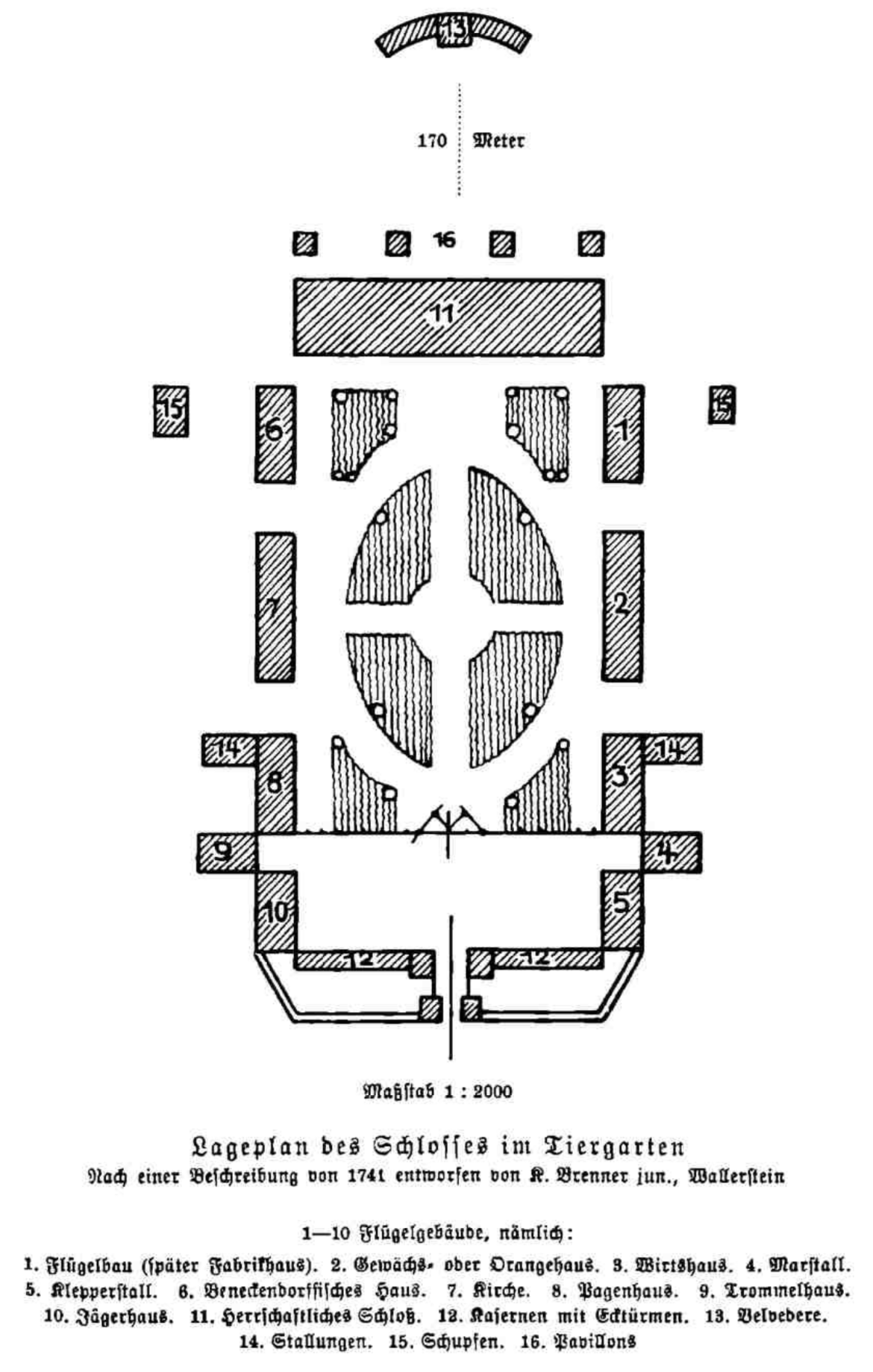
Lageplan von Schloss Tiergarten nach einer Beschreibung von 1741